# 戈因格哈爾特山

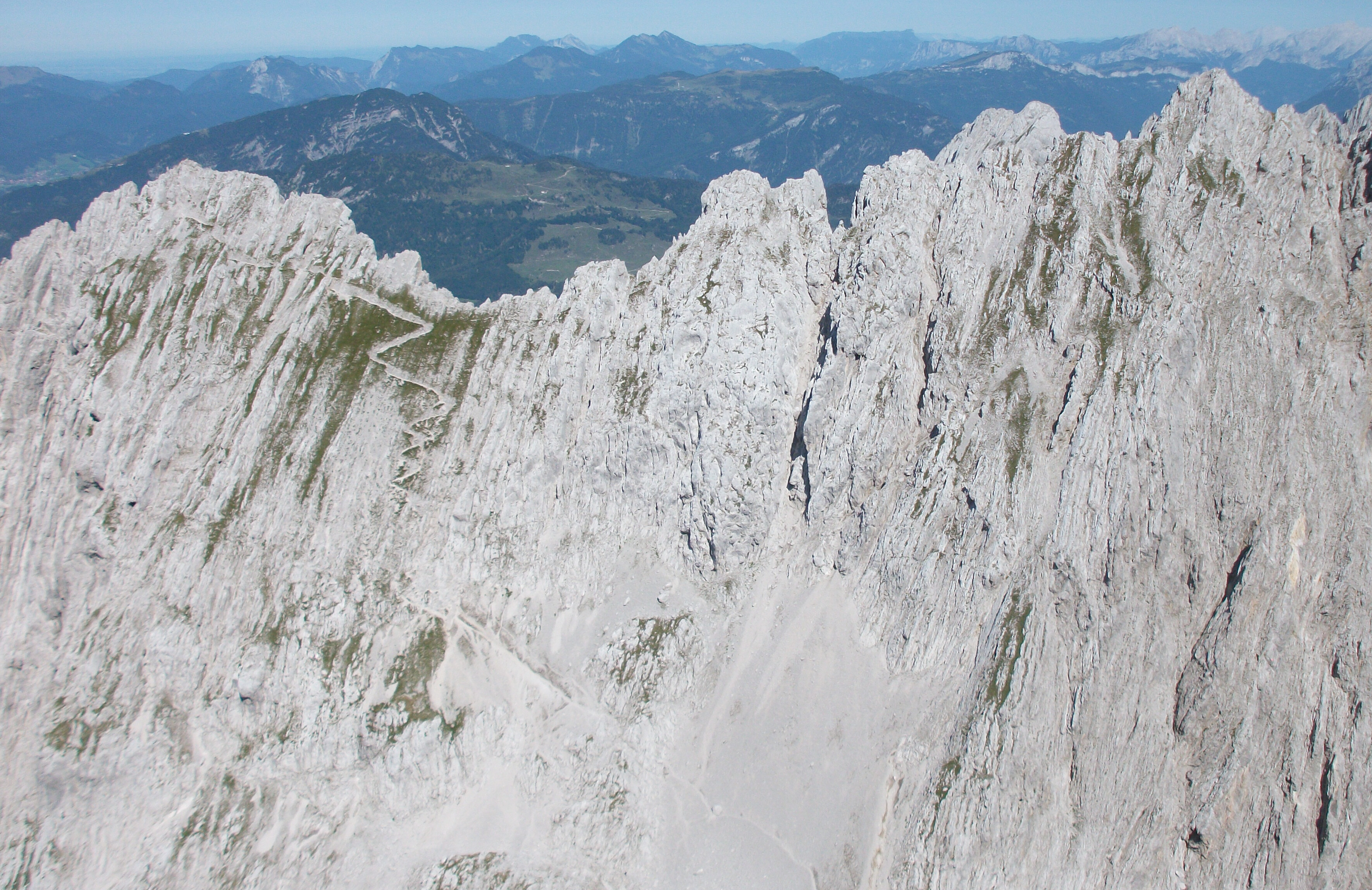

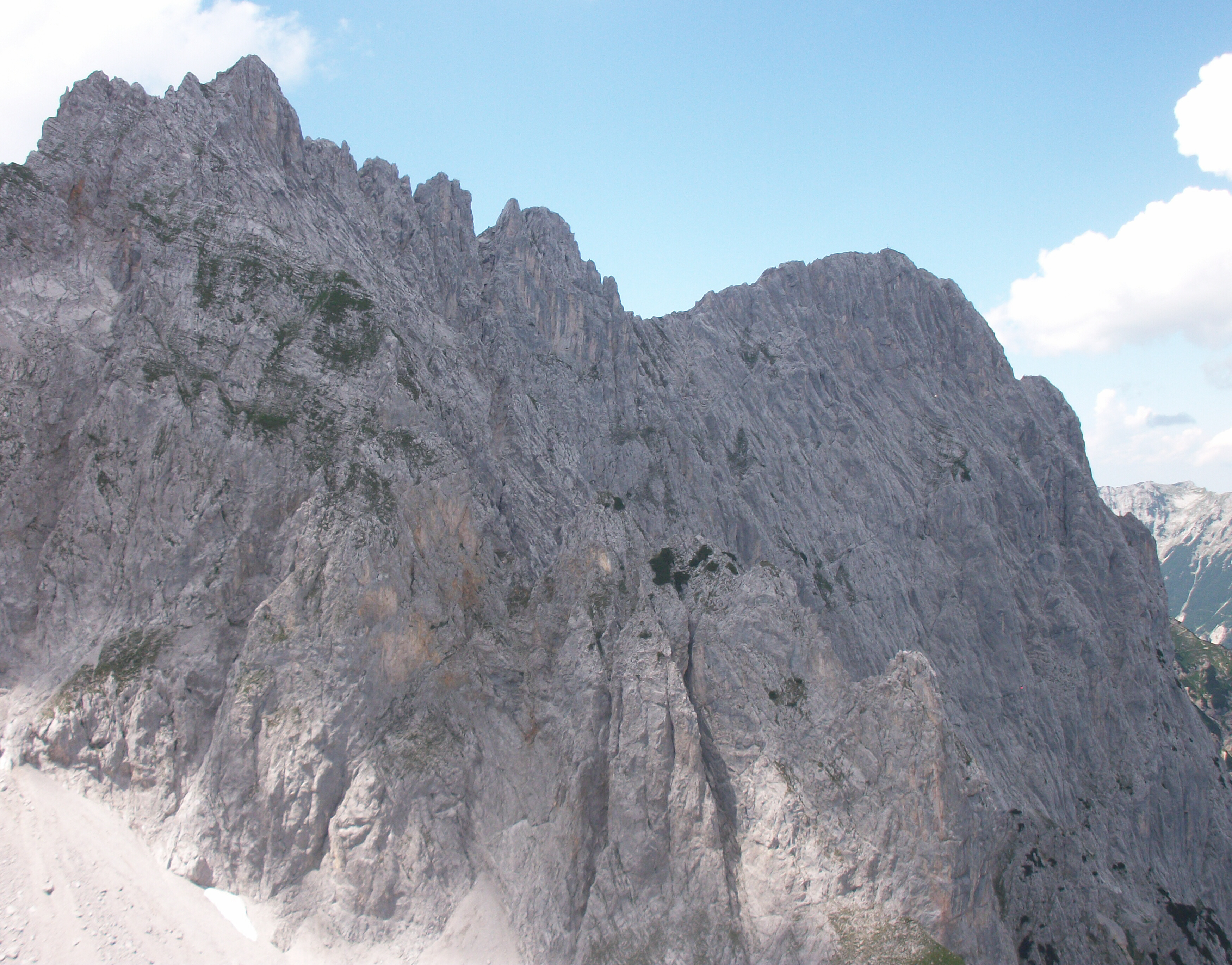

47°33′52″N 12°19′31″E / 47.56444°N 12.32528°E
戈因格哈爾特山（德語：Goinger Halt），是奧地利的山峰，位於該國西部，由蒂羅爾州負責管轄，屬於皇帝山脈的一部分，距離卡爾峰0.7公里，海拔高度2,242米。